# ديكستر ماكدونالد
ديكستر ماكدونالد (بالإنجليزية: Dexter McDonald)‏ هو لاعب كرة قدم أمريكية أمريكي، ولد في 30 نوفمبر 1991 في كانساس سيتي في الولايات المتحدة.

## وصلات خارجية
- ديكستر ماكدونالد على موقع مرجع كرة القدم المحترفة.كوم (الإنجليزية)